# Étienne Arago

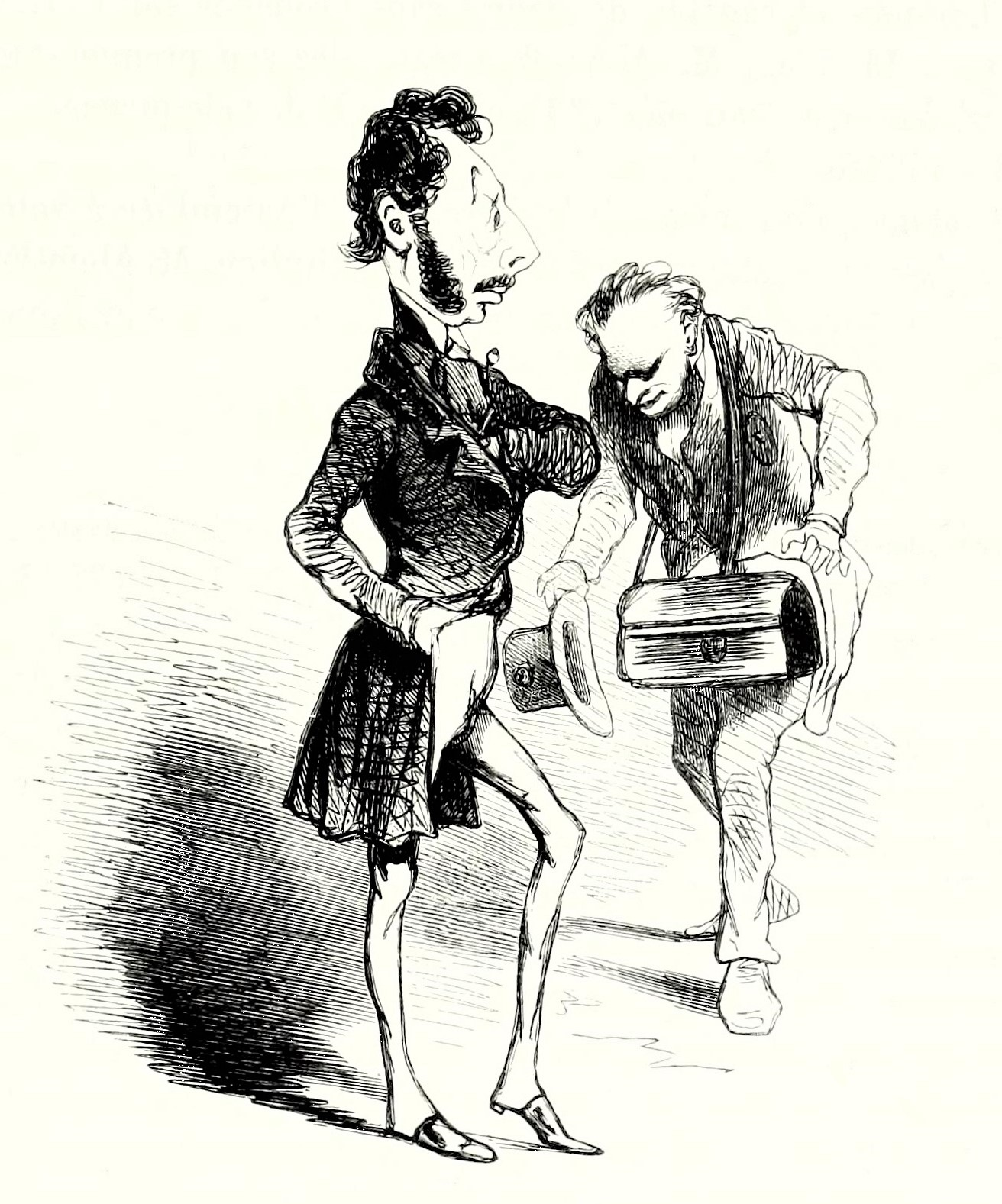
Arago karikatúrája, Cham (Amédée de Noé) rajza

Étienne Arago (Perpignan, 1802. február 9. – Párizs, 1892. március 5.) francia író, drámaíró, politikus, a Le Figaro egyik alapítója, 1870-ben Párizs polgármestere.

## Élete
Technikai tanulmányainak befejezése után az akkori szabadelvűekkel a karbonarizmushoz csatlakozott. A politika mellett az irodalom volt másik szenvedélye. Írókkal barátkozott, Balzac-kal, aki álnevet használt, gótikus regényt írt, de a siker elmaradt. Ekkor az újságírás felé fordult. Részt vett a júliusi forradalomban. 1840-ben a párizsi Vaudeville színház igazgatójaként megbukott. Az 1/4 milliós adósságot 1872-ig törlesztette.
Az 1848. februári forradalom alatt a posták igazgatását bízták rá. A júniusi fölkelés után Belgiumba kellett menekülnie. Ott írta hét énekből álló költeményét: Spa, son origine, son histoire, ses eaux, ses environs el ses jeux (Brüsszel, 1851), mely legjobb művei közé tartozik. Az 1851. december 2-ai államcsíny után a francia kormány közbelépésére Belgiumból is kiutasították és Angliába, majd Németalföldre és végül Torinóbaba, ahonnan 1859-ben kegyelemmel tért vissza Párizsba. A császárság bukása után rövid ideig polgármester volt, később nemzetgyűlési képviselő lett, de nemsokára visszavonult a közélettől. 1878-ban az École des beaux arts levéltárosa lett, majd a Luxemburg-múzeum igazgatója.

## Művei
- Stanislas (1823)
- L’Anneau de Gygès (1824)
- Le Pont de Kehl (1824)
- Un jour d'embarras (1824)
- L’Amour et la guerre (1825)
- Le Compagnon d'infortune (1825)
- C’est demain le treize (1826)
- Lia ou Une nuit d'absence (1826)
- Le Départ, séjour et retour (1827)
- La Fille du portier (1827)
- La Fleuriste (1827)
- Gérard et Marie (1827)
- L’Avocat (1827)
- Mandrin (1827)
- Pauvre Arondel (1827-1828)
- Les Quatre Artistes (1827)
- Le Rabot et le cor de chasse (1828)
- Le Malade par circonstance (1829)
- Paul Morin (1829)
- Le Cousin Frédéric (1829)
- Cagotisme et liberté (1830)
- Arwed ou Les Représailles (1830)
- Vingt-sept, 28 et 29 juillet (1830)
- Madame Dubarry (1831)
- Les Chemins en fer (1833)
- La Vie de Molière (1832)
- Le Prix de folie (1834)
- Les Malheurs d'un joli garçon (1834)
- Théophile (1834)
- Les Pages de Bassompierre (1835)
- Paris dans la comète (1835)
- Arriver à propos (1836)
- Le Démon de la nuit (1836)
- Casanova au fort St André (1841)
- Le Mari à la ville et la femme à la campagne (1837)
- Le Secret de mon oncle (1837)
- Le Cabaret de Lustucru (1838)
- Les Maris vengés (1839)
- Les Mémoires du diable (1842)
- Brelan de troupiers (1843)
- Une Invasion de grisettes (1844)
- Les Aristocraties (1847)
- Spa. Son origine, son histoire, ses eaux minérales, ses environs et ses jeux. Brüsszel, 1851
- Le deux décembre, poème en cinq chants, Brüsszel, 1853
- Une voix de l'exil. Poeme. Genf, 1860
- Les Bleus et les Blancs. Párizs. 1862
- L'hôtel de ville de Paris au 4 septembre et pendant le siège. Párizs, 1874

## Magyarul
- Arago–Vermondː Az ördög naplója. Vígjáték; ford. Egressy Benjámin; Franklin, Bp., 1879
- Arago–Vermondː Az ördög naplója. Vígjáték; ford. Egressy Benjámin; Franklin, Bp., 1911